# Wiwianit
Wiwianit (Vivianit) – szeroko rozpowszechniony minerał z gromady fosforanów. Nazwa została mu nadana w 1817 r. przez Abrahama Gottloba Wernera na cześć pochodzącego z Kornwalii polityka i przemysłowca walijskiego, Johna Henry'ego Viviana (1785–1855).

## Właściwości
Zazwyczaj tworzy kryształy (wrosłe i narosłe) o pokroju tabliczkowym, słupkowym, pręcikowym, igiełkowym. Czasami tworzy kryształy izometryczne. Występuje w skupieniach naciekowych, ziarnistych, gwiaździstych, włóknistych, kulistych. Tworzy konkrecje, impregnacje w kościach i zębach skamielin (odontolit), naskorupienia. Jest strugalny, giętki, przezroczysty. Łatwo rozpuszcza się w kwasie solnym i azotowym. Barwi płomień na kolor niebieskozielony. Jest bardzo czuły na wpływy atmosferyczne; ulega rozpadowi, zmienia barwę. Należy trzymać go w szczelnych pojemnikach i chronić przed światłem.

## Występowanie
Tworzy się w pobliżu powierzchni Ziemi jako minerał wtórny wielu rud. Powstaje w pegmatytach w wyniku przeobrażenia pierwotnych fosforanów. Występuje w osadach ilastych i innych sedymentacyjnych – składnik jeziornych rud żelaza. Jest rozpowszechniony w torfach, rudach darniowych, żelaziakach brunatnych (limonitach).
Miejsca występowania: St Agnes w Kornwalii (lokalizacja typu); ponadto: Boliwia – piękne przezroczyste kryształy (najwyższej jakości surowiec gemmologiczny), Kamerun – olbrzymie kryształy ok. 130 cm znaleziono w iłach (tworzy tu skupienia w kształcie gwiazdy), Japonia, Australia, USA, Niemcy.
W Polsce stanowi pospolity składnik torfów i rud darniowych na Pomorzu Zachodnim, Lubelszczyźnie, w okolicach Kielc. Występuje w okolicach Świdnicy, Wałbrzycha i Lubania (kryształy 1,5 cm) na Dolnym Śląsku, w okolicach Siedlec.

## Zastosowanie
- ze względu na swą niebieską barwę był wykorzystywany do rzemieślniczego wyrabiania farb, używanych do malowania domów.
- niebieski barwnik farb zbliżony do błękitu pruskiego
- poszukiwany przez kolekcjonerów
- piękne kryształy, po oszlifowaniu, wykorzystywane są w jubilerstwie